# Round Mountain (Nevada)
Round Mountain é uma comunidade não incorporada no condado de Nye , estado de Nevada, nos Estados Unidos. A população de Round Mountain era de 1.577 habitantes em 2010.
Round Mountain é mais conhecida devido Round Mountain Gold Mine, uma grande mina de ouro a céu aberto pertencente às empresas Kinross Gold Corporation (50%  e operador) e  Barrick Gold Corporation (50%). A primeira produção de ouro em Round Mountain foi em 1906  e até 2006 a mina havia produzido 10 milhões de onças de ouro, cerca de 10 biliões de dólares a preços de 2009. As reservas de minério totalizam cerca de 2 milhões de onças de ouro em fins de 2007.O ouro aparece à beira de uma antiga caldeira vulcânica.

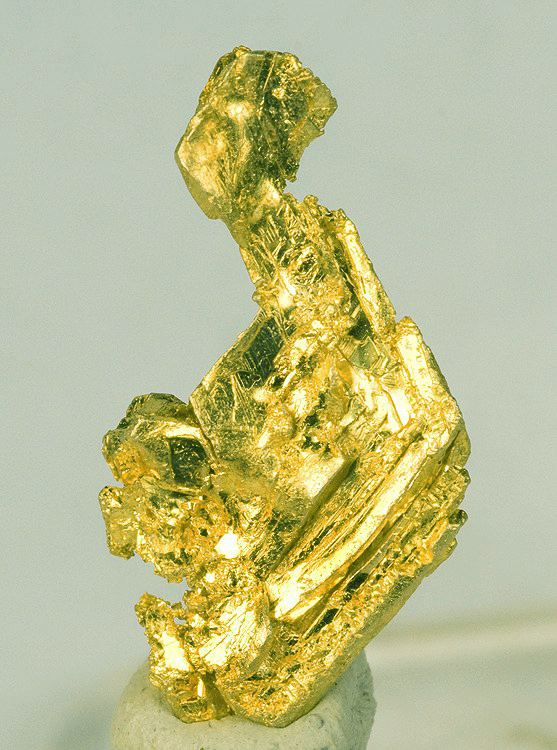
Imagens de exemplares de ouro cristalino da mina de ouro Round Mountain